# Horus difficilis
Horus difficilis es una especie de arácnido del orden Pseudoscorpionida de la familia Olpiidae.

## Distribución geográfica
Se encuentra en Guinea, Costa de Marfil y la República Democrática del Congo.